# Gilbert Mathieu
Ne doit pas être confondu avec Gilbert Mathieu, (1928-1980), journaliste économiste.
Gilbert Mathieu, né le 12 mai 1920 à Bouhy (Nièvre) et mort le 11 septembre 2009 à Fontaine-lès-Dijon (Côte-d'Or) est un homme politique français.

## Biographie
Notaire de profession, Gilbert Mathieu appartient successivement aux groupes politiques des Républicains indépendants et de l'Union pour la démocratie française à l'Assemblée nationale.
À ne pas confondre avec Gilbert Mathieu (1928-1980), journaliste économiste, chef du Service économique et social du Monde et président de l'Association des journalistes économiques et financiers.

## Détail des fonctions et des mandats
Mandats parlementaires
- 23 juin 1968 - 1er avril 1973 : Député de la 4e circonscription de la Côte-d'Or
- 11 mars 1973 - 2 avril 1978 : Député de la 4e circonscription de la Côte-d'Or
- 19 mars 1978 - 22 mai 1981 : Député de la 4e circonscription de la Côte-d'Or
- 21 juin 1981 - 1er avril 1986 : Député de la 4e circonscription de la Côte-d'Or
- 16 mars 1986 - 14 mai 1988 : Député de la Côte-d'Or
- 12 juin 1988 - 1er avril 1993 : Député de la 4e circonscription de la Côte-d'Or

Mandats municipaux
- Conseiller municipal : élu la première fois en 1959
- Maire de Vitteaux : de 1965 à 1982 et de 1989 à 1995.

Mandats départementaux
- Conseiller général de la Côte-d'Or à partir de 1961.
- Vice-président du conseil général de la Côte-d'Or de 1985 à 1998.

Mandat régional
- Conseiller régional de la Bourgogne
- Vice-président du conseil régional de la Bourgogne de 1983 à 1986.